# Дихромат цезия
Дихромат цезия (двухромовокислый цезий) — неорганическое соединение, 
соль цезия и двухромовой кислоты
с формулой Cs2Cr2O7,
оранжевые кристаллы.

## Физические свойства
Оранжевые кристаллы, слабо растворимые в воде. Дихромат цезия - одно из наиболее трудно (наряду с перхлоратом цезия) растворимое соединение цезия.

## Применение
Применяется для металлотермического синтеза цезия.